# Cidaphus peruensis
Cidaphus peruensis là một loài tò vò trong họ Ichneumonidae.